# Šimun Katalinić
Šimun Katalinić (wł. Simeone Cattalinich; ur. 17 września 1889 w Zadarze, zm. 4 marca 1977 w Monfalcone) – chorwacki wioślarz reprezentujący Królestwo Włoch, brązowy medalista olimpijski.
Wystąpił na igrzyskach olimpijskich w Paryżu w 1924, gdzie reprezentanci Włoch w składzie: Ante Katalinić, Frano Katalinić, Šimun Katalinić, Giuseppe Crivelli, Latino Galasso, Petar Ivanov, Bruno Sorić, Carlo Toniatti i Viktor Ljubić (sternik) zdobyli brązowy medal w ósemkach. W finale wyprzedziły ich jedynie osady Stanów Zjednoczonych i Kanady. Był to jego jedyny start olimpijski.
W tej samej konkurencji zdobył także złoty medal na mistrzostwach Europy w Como (1923) i srebrny na rozgrywanych rok wcześniej mistrzostwach Europy w Barcelonie.
Ante Katalinić i Frano Katalinić, którzy partnerowali mu na igrzyskach w 1920 byli jego młodszymi braćmi.